# کوردژیپسکایا
کوردژیپسکایا (به لاتین: Kurdzhipskaya) یک منطقهٔ مسکونی در روسیه است که در آدیغیه واقع شده‌است.